# Aeroporto di Moma
L'aeroporto di Moma in russo Аэропорт Мома? è un aeroporto civile situato a un chilometro ad est dalla città di Chonuu, nell'estremo oriente della Russia, nella Repubblica Autonoma della Sacha-Jakuzia.

## Posizione geografica
L'aeroporto di Moma si trova a 810 km a nord-est dall'aeroporto di Jakutsk ed a 820 km a nord-ovest dall'aeroporto di Magadan-Sokol.

## Dati tecnici
L'aeroporto di Moma è dotato di una pista attiva cementata di 1800 m x 75 m che permette l'atterraggio/decollo degli aerei: Antonov An-2, Antonov An-12, Antonov An-24, Antonov An-26, Antonov An-30, Antonov An-74, Ilyushin Il-14, Let L-410 e di tutti i tipi degli elicotteri.
Il peso massimo al decollo all'aeroporto di Moma è di 100 t.